# ( )
( ) je treći studijski album islandske grupe Sigur Rós izdan u listopadu 2002. godine. Na albumu se nalazi 8 pjesama bez naziva, koje su podjeljene na dva dijela. Prve četiri su optimističnije, dok je ostatak pjesama melankoličniji i mračniji. Te dvije polovice odijeljuje 36 sekundi tišine. 

## Popis pjesama
1. Untitled #1 (a.k.a. "Vaka") – 6:37 ["Vaka" je ime Orrijeve kćeri]
2. Untitled #2 (a.k.a. "Fyrsta") – 7:34 ["Fyrsta" znači "Prva" ili "Prva pjesma"]
3. Untitled #3 (a.k.a. "Samskeyti") – 6:33 ["Samskeyti" znači "Privitak"]
4. Untitled #4 (a.k.a. "Njósnavélin") – 7:33 ["Njósnavélin" znači "Stroj za špijuniranje" no poznatija je pod imenim "Ništavna pjesma"]
5. Untitled #5 (a.k.a. "Álafoss") – 9:56 ["Álafoss" je mjesto gdje se nalazi studio benda]
6. Untitled #6 (a.k.a. "E-Bow") – 8:49 [Georg koristi E-Bow na basu u ovoj pjesmi]
7. Untitled #7 (a.k.a. "Dauðalagið") – 12:59 ["Dauðalagið" znači "Pjesma Smrti"]
8. Untitled #8 (a.k.a. "Popplagið") – 11:45 ["Popplagið" znači "Pop pjesma"]